# RIP (film)
Pour les articles homonymes, voir Rip.
Pour plus de détails, voir Fiche technique et Distribution.
RIP (The Rip) est un film américain réalisé par Joe Carnahan et dont la sortie est prévue en 2026. Il sera diffusé sur Netflix.

## Synopsis
Un groupe de policiers de Miami découvre une cache remplie de plusieurs millions en liquide. Peu à peu, la somme d'argent récupérée va instaurer un climat de méfiance au sein de l'équipe.

## Fiche technique
Sauf indication contraire, les informations mentionnées dans cette section peuvent être confirmées par la base de données cinématographiques IMDb,  présente dans la section « Liens externes ».
- Titre original : The Rip
- Réalisation et scénario : Joe Carnahan
- Musique : Clinton Shorter
- Direction artistique : Jesse Rosenthal
- Décors : Judy Becker
- Costumes : Kelli Jones
- Photographie : Juan Miguel Azpiroz
- Montage : Kevin Hale
- Production : Ben Affleck, Dani Bernfeld, Luciana Barroso Damon et Matt Damon

Producteurs délégués : Kevin Halloran, Gage Hanlon, Michael Joe
Coproducteur : Michael McGrale et Sasha Veneziano
- Société de production : Artists Equity
- Société de distribution : Netflix
- Budget : N/A
- Pays de production :  États-Unis
- Langue originale : anglais
- Format : couleur - son : Dolby Digital
- Genre : thriller
- Durée : 133 minutes
- Date de sortie[1] : 16 janvier 2026 (sur Netflix) Date sujette à modification
- Classification[2] :
  - États-Unis : TV-MA

## Distribution
- Matt Damon : le lieutenant Dane Dumars
- Ben Affleck : le sergent J. D. Byrne
- Steven Yeun
- Teyana Taylor
- Sasha Calle
- Nestor Carbonell
- Catalina Sandino Moreno
- Kyle Chandler
- Scott Adkins
- Lina Esco : capitaine Jackie Velez

## Production

### Genèse et développement
En juin 2024, il est révélé que Matt Damon et Ben Affleck vont à nouveau collaborer sur le projet RIP, écrit et réalisé par Joe Carnahan. Les deux acteurs produisent également le film via leur société, Artists Equity,. Après que le projet a été proposé à un acheteur, Netflix achète les droits de distribution du film. En octobre 2024, Teyana Taylor, Sasha Calle, Nestor Carbonell, Catalina Sandino Moreno et Kyle Chandler rejoignent également la distribution,. En novembre 2024, Scott Adkins et Lina Esco sont également annoncés,.

### Tournage
Le tournage débute le 4 octobre 2024 à Los Angeles et doit durer jusqu'en décembre,,,. Les prises de vues se déroulent à Hoboken dans le New Jersey, Miami en Floride et Long Beach en Californie.

## Sortie et accueil
La diffusion de RIP était initialement prévue sur Netflix à l'automne 2025,. En juin 2025, la date est finalement décalée au 16 janvier 2026.